# Philippe Clay
Philippe Clay, alla nascita Philippe Mathevet (Parigi, 7 marzo 1927 – Issy-les-Moulineaux, 13 dicembre 2007), è stato un attore e cantante francese.

## Biografia
All'inizio della seconda guerra mondiale, la famiglia si rifugiò ad Auvergne. All'età di 16 anni, nel 1943, si diede alla macchia. Dopo la Liberazione si arruolò poi nell'esercito francese e combatté in territorio tedesco. Qui scoprirà il palcoscenico, divertendo i suoi compagni con piccole opere teatrali. Al suo ritorno in Francia, decide di farne il suo lavoro e sua madre lo iscrive al Conservatorio nazionale d'arte drammatica. Lì impara ad accantonare la sua voce, acquisendo l'arte del mimo. Nei primi anni i ruoli erano limitati alla comparsa alta e allampanata, in opere quali Il mercante di Venezia di William Shakespeare, Il Tartuffo di Molière e Ifigenia di Jean Racine. Ma viene espulso per indisciplina e in seguito, dal 1950 al 1953, reciterà diverse opere teatrali al Théâtre de Chaillot.
Nel 1947, quasi suo malgrado – alcuni amici lo avevano iscritto a sua insaputa – vinse un concorso di canto amatoriale indetto dal locale "A la Colonne de la Bastille". Gli venne offerto un tour in Africa. Recatosi alle edizioni Raoul Breton, se ne andò con un repertorio di canzoni, tra cui diverse firmate da Charles Aznavour, allora poco conosciuto. Dopo aver affinato il suo repertorio per un anno, è tornato a Parigi e si è esibito al Trois Baudets e alla Fontaine des quatre saisons.
Frequentò poi i locali del Quartiere Saint-Germain-des-Prés e divenne amico di Jacques Prévert, Boris Vian e Serge Gainsbourg, con il quale si esibirà nel 1964 in un duetto. Dal 1957 al 1962 recitò per quattro volte all'Olympia, esibendosi molto anche all'estero e interpretando i suoi successi più grandi: Les Voyous, Aubervilliers Festival, Le Danseur de Charleston.
Al cinema, dove debuttò nel 1950, i suoi ruoli più celebri furono quelli di Casimiro – che ricordava Valentin le Désossé – nel film French Cancan di Jean Renoir e Clopin, cuoco della Corte dei miracoli, in Notre-Dame de Paris di Jean Delannoy. In Italia apparve in tre film, diretto da Camillo Mastrocinque, Steno e Nando Cicero. Dopo una crisi, si riprende nel 1971 con successo cantando canzoni come Mes univérsites o La Quarantaine in reazione al movimento di protesta del maggio francese. Questo repertorio anti-protesta lo ha segnato politicamente nella destra, soprattutto da quando, nel decennio successivo, aderì al RPR, il partito fondato da Jacques Chirac.
Nel 1975 ha recitato nella commedia musicale di Eddy Marnay Monte-Cristo, composta da Michel Legrand. Lo spettacolo, allestito al Théâtre des Champs-Élysées di Parigi e diretto da Maurice Jacquemont, non riscosse il successo sperato. A lui si deve anche l'interpretazione di La Complainte des apaches, inserita nei titoli della serie televisiva Le brigate del tigre, orchestrata da Claude Bolling. Tra gli altri brani da lui cantati, ricordiamo Marseille, Le Cerisier de ma maison, Je t'aime.
Dal 1966 ha recitato in molti film per la televisione, diretti tra gli altri da Jean Kerchbron, Jean-Christophe Averty, Jean Delannoy, Édouard Molinaro, Marion Sarraut, Josée Dayan, e nella serie Le JAP insieme a Carlos.
Sposato con l'attrice Maria Riquelme, visse al Château de Villiers (Cerny, Essonne) e a Cité Monthiers. Muore per una crisi cardiaca nel dicembre del 2007, all'età di 80 anni.
Il fumettista Gotlib ritrasse in uno dei suoi personaggi le caratteristiche peculiari dell'attore.

## Filmografia

### Cinema
- Rome-Express, regia di Christian Stengel (1950)
- Le crime du Bouif, regia di André Cerf (1951)
- French Cancan, regia di Jean Renoir (1955)
- La vie est belle, regia di Roger Pierre e Jean-Marc Thibault (1956)
- Notre-Dame de Paris, regia di Jean Delannoy (1956)
- C'est arrivé à 36 chandelles, regia di Henri Diamant-Berger (1957)
- Nathalie, regia di Christian-Jaque (1957)
- En bordée, regia di Pierre Chevalier (1958)
- I vampiri del sesso (Des femmes disparaissent), regia di Édouard Molinaro (1958)
- Dinamite e simpatia (Drôles de phénomènes), regia di Robert Vernay (1958)
- Una strega in paradiso (Bell, Book and Candle), regia di Richard Quine (1958)
- Totò a Parigi, regia di Camillo Mastrocinque (1958)
- Messieurs les ronds-de-cuir, regia di Henri Diamant-Berger (1958)
- La Nuit des traqués, regia di Bernard Roland (1959)
- Le canaglie (Les Canailles), regia di Maurice Labro (1959)
- Non sparate alle bionde! (Touchez pas aux blondes), regia di Maurice Cloche (1960)
- Un cadavere in fuga (Dans l'eau qui fait des bulles), regia di Maurice Delbez (1961)
- I moschettieri del mare, regia di Steno (1962)
- Donne, mitra e diamanti (Le Gentleman de Cocody), regia di Christian-Jaque (1965)
- Il commissario non perdona (Sale temps pour les mouches), regia di Guy Lefranc (1966)
- Le teste calde (Les Têtes brûlées), regia di Willy Rozier (1967)
- Pour un sourire, regia di François Dupont-Midy (1969)
- Armiamoci e partite!, regia di Nando Cicero (1971)
- Pas folle la guêpe, regia di Jean Delannoy (1972)
- Les Joyeux Lurons, regia di Michel Gérard (1972)
- L'insolente - Il più crudele tra quelli della mala (L'insolent), regia di Jean-Claude Roy (1973)
- Shanks, regia di William Castle (1974)
- Due ore meno un quarto avanti Cristo (Deux heures moins le quart avant Jésus-Christ), regia di Jean Yanne (1982)
- Salut la puce, regia di Richard Balducci (1982)
- Un bon petit diable, regia di Jean-Claude Brialy (1983)
- Die Wilnis, regia di Werner Masten (1993)
- Krim, regia di Ahmed Bouchaala (1995)
- Lautrec, regia di Roger Planchon (1997)
- Les Cachetonneurs, regia di Denis Dercourt (1998)
- Tuvalu, regia di Veit Helmer (1999)
- Là-haut, un roi au-dessus des nuages, regia di Pierre Schoendoerffer (2002)

## Doppiatori italiani
Nelle versioni italiane dei suoi film, Philippe Clay è stato doppiato da:
- Nando Gazzolo in Nathalie, Totò a Parigi, I moschettieri del mare
- Gianfranco Bellini in French Cancan
- Stefano Sibaldi in Notre-Dame de Paris
- Cesare Gelli in Armiamoci e partite!

## Discografia
- 1954 – La Goualante du pauvre Jean
- 1954 – Le Noyé assassiné
- 1954 – Moi j'fais mon rond
- 1955 – Le Danseur de charleston
- 1957 – Cigarettes, Whisky et P'tites Pépées
- 1958 – Stances de Ronsard (Pierre de Ronsard/Léo Ferré)
- 1960 – L'Homme de l'équateur
- 1961 – La Dolce Vita
- 1961 – Philippe Clay - Bleu, blanc, rouge (Epic LF 2018) – in Canada
- 1971 – Mes universités, Sidi Bel Abes, Tu veux partir va-t-en, Morose, La quarantaine, Dis ma femme, Los ditactorios interdit sur les médias car faisant référence à Hitler Mussolini et Franco (Polydor 2473 003)
- 1973 – Au volant de ma valse (Polydor 2473 020)
- 1974 – Marie la France (Polydor 2056 326)
- 1974 – Philippe Clay - La Complainte des apaches (Polydor 2056 378) – in Canada
- 1975 – Monte Cristo (Polydor 2473 054)
- 1976 – Trop c'est trop (Polydor 2056 578)
- 1977 – Le temps du troc (Polydor 2056 619)
- 1977 – Mucho mucho, ce soir à dîner, c'est un 78 tours (Eurodisc WEA 913 158)
- 1978 – La question, le procès du dernier poète (Eurodisc WEA 911 193)
- 1980 – Soldat inconnu, Boule de flipper, yaka faucon (Arabella 201 754)
- 1980 – Mon pays, la Marseillaise (Philips 813 175-7) – 45 giri
- 1982 – La route de la vie - (Polydor 2393 344)
- 1999 – 50 ans de carrière, 50 chansons (RYM Musique 1970752 UN 865, P) – 2 CD